# Спурий Тарпей Монтан Капитолин
Спурий Тарпей Монтан Капитолин (на латински: Spurius Tarpeius Montanus Capitolinus) e римски политик. Произлиза от фамилията Тарпеи.
През 454 пр.н.е. той е консул заедно с Авъл Атерний Вар Фонтиналис. Двамата издават закона Lex Aternia Tarpeia. Води военни кампании срещу еквите. През 449 пр.н.е. той преговаря с плебеите заедно с консулите Гай Юлий Юл и Сервий Сулпиций Камерин Корнут. През 448 пр.н.е. става народен трибун.